# Edward (Manitoba)
Pour les articles homonymes, voir Edward.
Edward est une municipalité rurale du Manitoba située au complètement au sud-ouest de la province et est donc limitrophe avec la Saskatchewan à l'ouest et le Dakota du Nord au sud. En 2006, sa population s'établissait à 621 personnes ce qui représente un déclin par rapport à 2001 où elle était de 679 personnes.

## Géographie
Selon Statistique Canada, la municipalité rurale s'étend sur un territoire de 769,14 km2 (296,97 sq mi)

## Villages
Les villages suivant se situent sur le territoire de la municipalité rurale:
- Pierson
- Lyleton

## Référence
- (en) Cet article est partiellement ou en totalité issu de l’article de Wikipédia en anglais intitulé « Rural Municipality of Edward » (voir la liste des auteurs).